# Regola delle cinquanta mosse
La regola delle cinquanta mosse negli scacchi afferma che un giocatore può dichiarare la partita patta se, nelle ultime cinquanta mosse consecutive, non vi è stata nessuna cattura e nessuna mossa di pedone. Questa regola è espressa nel regolamento degli scacchi della FIDE, dove è la regola 9.3:
- a. egli scrive sul suo formulario, e dichiara all'arbitro la sua volontà di effettuare questa mossa, che risulti l'ultima di 50 mosse fatte da ciascun giocatore senza il movimento di alcun pedone e senza alcuna cattura, o
- b. le ultime 50 mosse consecutive sono state fatte da ciascun giocatore senza il movimento di alcun pedone e senza alcuna cattura»

(Regolamento internazionale degli scacchi)
Bisogna notare che, dopo le cinquanta mosse, la partita non è automaticamente patta: la patta deve essere dichiarata dal giocatore che deve muovere. Pertanto è possibile che una partita venga continuata anche dopo che, per regolamento, sarebbe potuta essere dichiarata patta. Dopo 75 mosse (sempre consecutive senza cattura né movimento di pedone) come sancito dall'aggiornamento del regolamento FIDE del 1º luglio 2017 è immediatamente dichiarata patta. In teoria, precedentemente, una partita sarebbe potuta continuare per sempre, sebbene nella pratica, quando può essere dichiarata la patta, solitamente uno dei due giocatori è felice di approfittarne.
La regola ha una lunga storia, un testo di Ruy López del 1561 la descrive in dettaglio. Nel XX secolo, con la scoperta che alcuni finali (come re e due alfieri contro re e cavallo), per essere vinti, richiedono più di cinquanta mosse (senza una mossa di pedone o una cattura) in alcune posizioni, la regola era stata cambiata per includere alcune eccezioni in cui erano consentite cento mosse. Le eccezioni furono poi rimosse dal regolamento, e ora qualunque situazione sulla scacchiera è sottoposta alla regola delle cinquanta mosse.
Le partite patte per la regola delle cinquanta mosse prima del finale sono piuttosto rare. Un esempio è la partita Filipowicz - Smederevac, Polanica Zdroj del 1966, che fu dichiarata patta nella mossa 70 non essendo stata effettuata alcuna cattura durante l'intera partita, ed essendo stata effettuata l'ultima spinta di pedone alla mossa 20.
Nella partita Stella - Rombaldoni, giocata durante il 69º Campionato Italiano Assoluto di Scacchi del 2009
, alla mossa 160 Stella avrebbe potuto avvalersi di questa regola per chiedere la patta, ma non l'ha fatto e 20 mosse dopo (alla 180ª mossa) Rombaldoni ha vinto.